# Художественный музей Рованиеми
Художественный музей Рованиеми (фин. Rovaniemen taidemuseo) — музей, расположенный в городе Рованиеми (Финляндия).

## История
В 1986 году открылся муниципальный художественный музей Рованиеми, который также является музеем провинции Лапландия за исключением долины реки Турнеэльвен, история и культура которой отображены в Музее Торнио. Он расположен в бывшем здании автостоянки, которая была построена в центре Рованиеми в 1930-х годах и реконструирована специально для музея в 1980-х годах. Реконструкция была выполнена по проекту архитектора Юхани Палласмаа.
После реконструкции здания музей был открыт для посещения 17 октября 1986 года. В мае 2011 года была полностью закончена перестройка оставшейся части автостоянки в музейный комплекс, которая длилась два года. Художественный музей получил дополнительные помещения, в которых также был размещён Лапландский камерный оркестр. Здание получило название Дом культуры Корунди. Общая площадь здания составляет 5300 квадратных метров.
Директор музея — Хилькка Лийкканен. В 2016 году музей посетили более 32 тысяч посетителей.

## Коллекция музея
Коллекция Художественного музея была основана на коллекции Фонда Дженни и Антти Вихури , в которую вошло более 500 произведений финского современного искусства с конца 1940-х годов. Сегодня коллекции музея насчитывают более 3000 произведений из муниципальной коллекции города, собрания Финского фонда культуры и других хранилищ.